# Tesna koža 2
Tesna koža 2 (serbokroatisch: Die enge Haut) ist der zweite Teil der 4-teiligen Filmreihe Tesna koža, deren Teile zu den meistgesehenen Filmen des ehemaligen Jugoslawien gehören. Der 1987 produzierte Film entstand unter der Regie von Milan Živkovic.

## Handlung
Pantić will am frühen Morgen zur Arbeit fahren. Jedoch streikt sein Auto, sodass er mit einer Axt nachhelfen muss. Minuten später hat er einen Zusammenstoß mit einem schläfrigen Türken, der die Mittellinie überquert hat. Dieses einschneidende Erlebnis bringt Pantić zum Nachdenken. Er will die verschlafenen Türken mit einem Hotel von der Straße bringen.
Sein Chef Srećko Šoić steuert jedoch gegen Pantićs Hotelprojekt. Er nutzt seine Kontakte zur Mafia, um das Projekt zu sabotieren. Šoićs Mafiafreunde leiden jedoch ebenso wie Pantić unter Šoić und verpassen ihm eine Lektion.